# Октябрьский (Слободской район)
Октя́брьский — посёлок в Слободском районе Кировской области, образует Октябрьское сельское поселение.

## География
Посёлок расположен в 25 км на северо-восток от Слободского.

## История
Посёлок основан в 1954 году для освоения залежей торфа.
С 1 января 2006 года согласно Закону Кировской области от 07.12.2004 № 284-ЗО посёлок образует Октябрьское сельское поселение.

## Население
| 2010  | 2012  | 2013  | 2014  | 2015  | 2016  | 2017  |
| ----- | ----- | ----- | ----- | ----- | ----- | ----- |
| 1005  | ↗1075 | ↗1097 | ↗1125 | ↗1154 | ↗1166 | ↘1147 |
| 2018  | 2019  | 2020  | 2021  |       |       |       |
| ↘1127 | ↘1113 | ↘1096 | ↘1042 |       |       |       |

## Экономика
С начала 1950-х годов до 2004 года основным градообразующим предприятием являлось Прокопьевское торфопредприятие. Затем в результате преобразования оно стало участком Каринского торфопредприятия. Вывоз торфа на Кировскую ТЭЦ-3 осуществлялся по Каринской УЖД.